# Cernier
Cernier és un municipi suís del cantó de Neuchâtel, cap del districte de Le Val-de-Ruz.